# Betty Lou Gerson
Betty Lou Gerson (20 de abril de 1914 – 12 de janeiro de 1999) foi uma atriz americana, predominantemente ativa no rádio, mas também no cinema e na televisão e como dubladora. Ela é mais conhecida como a voz original de Cruella de Vil do filme de animação da Disney One Hundred and One Dalmatians (1961), pelo qual foi nomeada Lenda da Disney em 1996.

## Vida e carreira

### Juventude
Gerson nasceu em Chattanooga, Tennessee, em 20 de abril de 1914, mas foi criada em Birmingham, Alabama, onde seu pai era executivo de uma empresa siderúrgica. Ela era judia. Ela foi educada em escolas particulares em Birmingham e Miami, Flórida. Aos 16 anos, ela se mudou com a família para Chicago, onde atuou na série de rádio The First Nighter Program. Mais tarde, ela se mudou para a cidade de Nova Iorque.

### Rádio e cinema
Ela começou sua carreira de atriz em drama de rádio em 1935, ainda na casa dos 20 anos, e se tornou um dos pilares das soap operas nesse período, aparecendo em Arnold Grimm's Daughter (como a filha titular Constance em 1938), Midstream (no papel principal de Julia), Women in White (como Karen Adams), Road of Life (como a enfermeira Helen Gowan), Lonely Women (como Marilyn Larimore) e a versão de rádio de The Guiding Light, como Charlotte Wilson em meados da década de 1940. Ela co-estrelou com Jim Ameche no drama de verão de 1938, Win Your Lady e foi o protagonista romântico residente em antologias românticas como Curtain Time e Grand Hotel.
Mudando-se para Los Angeles na década de 1940, ela se estabeleceu em séries como The Whistler, Mr. President (como secretária presidencial), Crime Classics, Escape e Yours Truly, Johnny Dollar. Ela foi ouvida em vários episódios do Lux Radio Theatre, escalada para papéis como Glinda em uma dramatização de 1950 de The Wizard of Oz. Ela também desempenhou vários papéis em Johnny Modero, Pier 23. Em um dos primeiros exemplos do gênio cômico que sua Cruella mais tarde apresentou, ela parodiou sua principal personagem de rádio na série policial de Sam Spade, episódio "The Soap Opera Caper", que foi ao ar em 16 de fevereiro de 1951.
Nessa época, ela foi escalada como narradora na versão animada de Cinderela (1950) de Walt Disney. Onze anos depois, ela fez a voz da vilã e egoísta socialite Cruella de Vil no filme de animação da Disney One Hundred and One Dalmatians (1961).
Seus poucos papéis no cinema diante das câmeras incluem aparições em The Fly (1958), The Miracle on the Hills (1959) e Mary Poppins (1964) em uma pequena participação especial como uma velha. Na televisão, ela fez três participações especiais em Perry Mason, incluindo o papel da assassina Marjory Davis no episódio "The Case of the Foot-Loose Doll" (1959). Ela também estrelou em The Twilight Zone, The Dick Van Dyke Show, Hazel, Wanted: Dead or Alive e The Rifleman.

### Família e vida posterior
Em 1936, Gerson casou-se com Joseph T. Ainley na Quarta Igreja Presbiteriana em Chicago. Naquela época, era diretor de rádio da Leo Burnett Company, Incorporated. O casal permaneceu casado até sua morte em 1965. Eles não tiveram filhos.
Gerson se aposentou em 1966, embora ainda usando a voz, trabalhando na secretária eletrônica de seu segundo marido, Louis R. "Lou" Lauria, com quem foi casada de 1966 até sua morte em 1994. Eles também não tiveram filhos.
Ela foi homenageada como uma lenda da Disney em 1996. Ela voltou ao cinema pela última vez em 1997, fazendo a voz de Frances em Cats Don't Dance.

## Morte
Gerson morreu de acidente vascular cerebral em Los Angeles em 12 de janeiro de 1999, aos 84 anos.

## Filmografia
- The Red Menace (1949) como Greta Bloch, também conhecida como Yvonne Kraus
- Cinderela (1950) como Narradora (voz, sem créditos)
- Undercover Girl (1950) como Pat (enfermeira)
- An Annapolis Story (1955) como Sra. Lord
- The Walter Winchell File, episódio intitulado "A Day in the Sun", como Minna DiOngu (1957)
- The Green-Eyed Blonde (1957) como Sra. Ferguson (sem créditos)
- The Fly (1958) como Enfermeira Andersone
- The Miracle of the Hills (1959) como Kate Peacock
- One Hundred and One Dalmatians (1961) como Cruella de Vil / Miss Birdwell (voz)
- Mary Poppins (1964) como uma velha (sem créditos)
- The Trip to Bountiful (1985) como Rosella
- Cats Don't Dance (1997) como Frances (voz; papel final)
- Chip 'n Dale: Rescue Rangers (2022) como a risada de Sweet Pete (gravações de arquivo, papel póstumo)